# Horne Perreard
Horne Perreard, né le 4 mai 1978 à Saint Jean d'Albère dans les Pyrénées-Orientales, est un dessinateur de bandes dessinées et graphiste français.

## Biographie
Horne Perreard se forme à la bande dessinée avec Philippe Sternis qui signe avec lui plusieurs albums chez l'éditeur Vents d’Ouest. Puis il travaille avec Eric Corbeyran pour le magazine "J'aime la BD" chez Bayard Presse. Tout naturellement, le scénariste pense à lui pour reprendre sa série Le Maître de Jeu de Grégory Charlet en 2007. Dans la foulée et toujours avec Corbeyran il réalisera pour la collection Ex Libris de l'éditeur Delcourt, l'adaptation de La Métamorphose de Franz Kafka en 2009 ainsi que le Saigneur de Tiffauges chez l'éditeur Soleil en 2010.
En 2015, il seconde, en tant que dessinateur, Corbeyran pour l'adaptation en BD du roman de David Foenkinos consacré à John Lennon, Lennon, paru en 2010, puis en 2016, le roman Le Quatrième Mur de Sorj Chalandon est adapté en bande dessinée (Éditions Marabout), toujours par le duo Éric Corbeyran (scénario) et Horne Perreard (dessins) mais les critiques sont partagées, tantôt mitigées , tantôt positives,.
Horne est également le dessinateur du diptyque Les vents ovales, scénarisé par Jean-Louis Tripp et Aude Mermilliod,, et publié en 2024 chez Dupuis. Le premier album intitulé Yveline décroche le prix troisième prix Bibliotèca, prix littéraire récompensant le meilleur ouvrage de rugby de l'année,,.

## Quelques publications
- Le Maître de jeu, avec Eric Corbeyran (scénario), éditions Delcourt
  - 5. Ennemi, 2007
  - 6. Rêve,	2008
  - Intégrale - La Légende des stryges : le maître de jeu, 2018
- La Métamorphose, avec Eric Corbeyran (scénario), d'après Franz Kafka, collection Ex Libris, éditions Delcourt , 2009
- Le Saigneur de Tiffauges, avec Eric Corbeyran, Soleil Productions, 2010
- Lennon, avec Eric Corbeyran, adaptation d'un roman de David Foenkinos consacré à John Lennon, Marabout, 2015
- Le Quatrième Mur, avec Eric Corbeyran, d'après le roman éponyme de Sorj Chalandon, Marabout, 2016
- Tête de vache, avec Eric Corbeyran, Marabout, 2017
- Les vents ovales, scénario de Jean-Louis Tripp et Aude Mermilliod, Dupuis, 2024
  - Yveline (2024)
  - Monique (2024)

## Distinctions
- 2025 : Prix La Bibliotèca du livre de rugby de l’année pour le tome 1 Yveline de la série Les vents ovales avec Aude Mermilliod et Jean-Louis Tripp[12],[13]